# Aéroport de Bangkok-Suvarnabhumi

Plan d'aéroport

L'aéroport Suvarnabhumi de Bangkok (code IATA : BKK • code OACI : VTBS) – en thaï : ท่าอากาศยานสุวรรณภูมิ, Tha-akatsayan Suwannaphum, /tʰâː.ʔāː.kàːt̚.sā.jāːn.sùʔ.wān.nā.pʰūːm/  – est depuis le 28 septembre 2006 le principal aéroport de Thaïlande. Au regard du nombre de passagers, Bangkok-Suvarnabhumi est le vingtième aéroport mondial et le sixième en Asie, avec 56 millions de passagers en 2016. Il tire son nom de Suvarnabhumi, la mythique « Terre de l'Or » mentionnée dans des textes anciens du bouddhisme.
La construction de ce nouvel aéroport a pris beaucoup de retard : près de quatre décennies de reports, d'annulations et de modifications entachés de scandales de corruption et de folie des grandeurs des designers. Son ouverture n'a été officialisée que le 28 septembre 2006.
L'aéroport est situé à Racha Thewa à 32 km à l'est du centre-ville de Bangkok, dans la Province de Samut Prakan. Il constitue la plateforme centrale du trafic aérien intérieur et international de la Thaïlande.
Il possède la plus haute tour de contrôle du monde et son terminal aéroportuaire est le troisième plus grand du monde avec 563 000 m2 (56,3 hectares) (derrière l'aéroport de Pékin et celui de Hong Kong). L'aéroport international de Bangkok-Suvarnabhumi constitue la principale plate-forme de correspondance pour plusieurs compagnies aériennes thaïlandaises : Thai Airways International et Bangkok Airways.
Suvarnabhumi couvre une superficie de 3 240 ha (8 000 acres), ce qui en fait l'un des plus grands aéroports internationaux en Asie du Sud-Est.
L'aéroport hérite du code BKK, de Don Mueang après que l'ancien aéroport a cessé ses vols commerciaux internationaux. 
Lors de sa conception, Suvarnabhumi devait assurer une capacité annuelle maximale de 45 millions de passagers mais ce nombre est très vite dépassé.
L'aéroport international Suvarnabhumi est relié au centre de Bangkok par la ligne de train suburbain Airport Rail Link.

## Histoire

### Achat foncier, construction précoce
La nécessité du nouvel aéroport a été reconnue en 1973 lorsque 8 000 acres de terrain ont été achetés à 40 kilomètres à l'est de Bangkok. Le site, appelé Cobra Swamp (marais de cobra), a été drainé et nommé Suvarnabhumi, qui signifie «royaume de l'or». Le 14 octobre 1973, les manifestations menées par les étudiants ont conduit au renversement du gouvernement militaire du Premier ministre Thanom Kittikachorn et le projet a été mis de côté.
Après une série de hauts et des bas, la société «New Bangkok International Airport» (NBIA) a été créée en 1996. En raison des instabilités politiques et économiques, notamment de la crise financière asiatique de 1997, la construction n'a débuté que six ans plus tard en janvier 2002 par le gouvernement de Thaksin Shinawatra .

### Construction précoce, tests aéroportuaires et ouverture officielle
L'aéroport devrait ouvrir ses portes à la fin de 2005, mais une série de dépassements de budget , des défauts de construction et des allégations de corruption ont entaché le projet.
Un autre retard a été causé par la découverte que l'aéroport avait été construit sur un vieux cimetière. Des travailleurs de la construction superstitieux ont affirmé avoir vu des fantômes là-bas. Le 23 septembre 2005, l'autorité des aéroports thaïlandais a tenu une cérémonie où 99 moines bouddhistes ont chanté pour apaiser les esprits. 
Des tests complets de l'aéroport ont eu lieu les 3 et 29 juillet 2006. Six compagnies aériennes - Thai Airways International , Nok Air , Thai Air Asia , Bangkok Airways , PBair et One-Two-GO ont utilisé l'aéroport comme base pour vingt vols intérieurs .  Les premiers vols d'essais internationaux ont eu lieu le 1er septembre 2006. Deux avions de Thai Airways, un Boeing 747-400 et un Airbus A300-600, a quitté l'aéroport à 9 h 19 pour Singapour et Hong Kong. À 15 h 50, le même avion a volé et a effectué des retouches simultanées sur les pistes 19L et 19R. Ces vols d'essai ont démontré la disponibilité de l'aéroport à gérer la circulation.
Le 15 septembre 2006, l'aéroport a commencé des opérations quotidiennes limitées avec Jetstar Asia Airways opérant trois vols à Singapour vers Bangkok. Bangkok Airways a déménagé à l'aéroport le 21 septembre. AirAsia et Thai AirAsia ont suivi le 25 septembre et le 26 septembre, Nok Air a déménagé à l'aéroport de Suvarnabhumi. Au cours de cette phase initiale, ainsi que dans les tests précédents, l'aéroport a utilisé le code temporaire IATA NBK . 
Suvarnabhumi a officiellement ouvert ses portes à 3 h 0 le 28 septembre 2006, reprenant tous les vols de Don Mueang. Le premier vol à arriver était un Lufthansa Cargo flight LH8442 de Mumbai à 3 h 5.  La première arrivée commerciale était Japan Airlines à 3 h 30. La première arrivée de passagers était le vol VV171 d' Aerosvit de Kiev à 4 h 30 et le premier départ de la cargaison était le vol de l' Arabie Saoudite aérienne SV-984 à Riyad à 5 h 0.  Aerosvit a également eu le premier départ des passagers (VV172 à Kiev) vers 5 h 30. 

### Difficultés initiales
Des difficultés ont été signalées dans les premiers jours de l'opération de l'aéroport. Le premier jour seul, la manutention lente des bagages était fréquente : l'arrivée du premier passager par Aerosvit a pris une heure pour que les bagages aient commencé à sortir et certains vols n'avaient pas leurs bagages même après quatre heures. Les vols ont été retardés (Thai Airways a affirmé que 17 des 19 vols ont été retardés ce jour-là), et il y a eu des pannes avec le système de check-in.  Les problèmes suivants incluaient l'échec du système informatique de la cargaison et les panneaux de départ affichant les informations erronées, entraînant des passagers confus (surtout contrairement à Don Mueang, il n'y avait pas de "appels définitifs"). 
Les mois après son ouverture, les problèmes de congestion, de qualité de construction, de signalisation, de fourniture d'installations et d'affaissement des sols ont continué à nuire au projet, ce qui a provoqué des appels pour rouvrir Don Mueang afin de permettre la réparation.  Les avis d'experts ont varié largement sur l'étendue des problèmes de Suvarnabhumi ainsi que sur leur origine. La plupart des compagnies aériennes ont déclaré que les dommages causés à l'aéroport étaient minimes. Le premier ministre Surayud Chulanont a rouvert Don Mueang pour les vols intérieurs sur une base volontaire le 16 février 2007, avec 71 vols hebdomadaires retraités au départ, mais pas de vols internationaux. 

### Problèmes de capacité et de sécurité

#### Les problèmes de terrassement
En janvier 2007, des ornières ont été découvertes dans les pistes de Suvarnabhumi.  La piste de l'est devait fermer pour les réparations. Les opinions d'experts ont varié quant à la cause des ornières.  Les autorités aéroportuaires et les représentants des compagnies aériennes ont soutenu que l'aéroport était encore en sécurité et a résisté aux suggestions selon lesquelles l'aéroport devrait être complètement fermé et tous les vols sont retournés à Don Mueang. 
Le 27 janvier 2007, le ministère de l'Aviation civile a refusé de renouveler le certificat de sécurité de l'aéroport, qui avait expiré le jour précédent. L' OACI exige que les aéroports internationaux tiennent des certificats de sûreté d'aérodrome, mais Suvarnabhumi a continué de fonctionner parce que l'exigence de l'OACI n'avait pas encore été adoptée dans le cadre de la loi thaïlandaise. 
Au début de 2016, les problèmes de tarmac persistent à Suvarnabhumi. Les taches molles sur les routes, les voies de circulation et la zone du tablier n'ont pas été réparées en permanence. Les aéronefs sont bloqués sur les surfaces douces qui résultent de matériaux inférieurs aux normes. «Le resurfaçage constant de la zone de pistaches, des voies de circulation et du tablier avec l'asphalte est une solution de patchwork inacceptable. Nous avons littéralement besoin d'une solution« concrète », a déclaré Tony Tyler, directeur général et chef de la direction de l' IATA . 

#### Plans pour rouvrir Don Mueang pour les vols intérieurs
En janvier 2007, Thai Airways a annoncé un plan pour ramener certaines de ses opérations intérieures à l'aéroport international Don Mueang en raison de la surpopulation. Trois jours plus tard, le ministère des Transports a recommandé de rouvrir temporairement Don Mueang alors que des travaux de réparation sur les pistes de Suvarnabhumi se sont déroulés. À cette époque, Thai Airways a déclaré qu'il transférerait la plupart de ses vols intérieurs vers Don Mueang tout en gardant des vols avec des connexions internationales de passagers importantes telles que Chiang Mai et Phuket à Suvarnabhumi. Le 28 mars 2009, Thai Airways a interrompu tous les vols intérieurs de Don Mueang. Bangkok Airways et One-Two-GO avaient des plans similaires, mais Bangkok Airways est restée à Suvarnabhumi. Thai AirAsiaa déclaré que cela ne bougerait pas s'il ne pouvait changer ses opérations internationales et intérieures, ce qui les inciterait à rester à Suvarnabhumi pour le moment. Nok Air et PBair étaient indécis, mais Nok Air a ensuite déménagé tous les vols vers Don Mueang, où ils opèrent aujourd'hui.  En janvier 2010, seuls les vols intérieurs de Nok Air et One-Two-Go ont été effectués depuis l'aéroport de Don Mueang. PBair a cessé ses opérations. One-Two-Go a été intégré à Orient Thai Airlines en juillet 2010, mais continue d'opérer depuis l'aéroport de Don Mueang. Depuis le 1er octobre 2012, Air Asia a déménagé toutes ses opérations à BangkokAéroport international Don Mueang (DMK) de l'aéroport de Suvarnabhumi (BKK). 
Thai Airbus A340-500 (HS-TLA) à l'aéroport de Suvarnabhumi.

#### Réparation et mise à niveau
Les aéroports de la Thaïlande ont constaté que le coût de la réparation de 60 problèmes identifiés à l'aéroport serait inférieur à un pour cent du coût total de la compagnie aérienne et que les problèmes pourraient être résolus dans un délai maximum de quatre à cinq ans. Le Dr Narupol Chaiyut, membre d'un comité chargé de surveiller les problèmes de service dans le nouvel aéroport, a estimé que 70 % des problèmes seraient résolus en 2007. Vingt des 60 problèmes ont été résolus avec succès en février 2007. 

## Situation
| \| 100 km1:12 067 000 \| Buriram Chiang · Mai Chiang · Rai Chumphon Bangkok- · Don Mueang Bangkok- · Suvarnabhumi Hat Yai Hua Hin Khon Kaen Ko Pha Ngan Krabi Lampang Loei Mae Hong · Son Mae Sot Nakhon · Phanom Nakhon Si Thammarat Nan Nakhon Narathiwat Pai Phitsanulok Phrae Phuket Ranong Roi Et Sakon · Nakhon Ko Samui Sukhothai Surat Thani Trang Trat Pattaya Ubon · Ratchathani Udon Thani |
| 100 km1:12 067 000 |

## Compagnies aériennes et destinations

### Passagers
| Compagnies                    | Destinations |
| ----------------------------- | --- |
| 9 Air                         | Canton-Baiyun, Guiyang, Haikou |
| Aeroflot                      | - Iékaterinbourg-Koltsovo, - Irkoutsk, - Khabarovsk, - Krasnoïarsk-Iémélianovo, - Moscou Chérémétiévo, - Novossibirsk-Tolmatchevo, - Vladivostok |
| Air Arabia                    | Charjah |
| AirAsia X                     | Kuala Lumpur |
| Air Astana                    | Almaty |
| Air Austral                   | La Réunion-R. Garros |
| Air Busan                     | Pusan-Gimhae, Séoul-Incheon |
| Aircalin                      | Nouméa - La Tontouta, Paris-Charles de Gaulle |
| Air Canada                    | En saison : Vancouver |
| Air China                     | Chengdu-Tianfu, Hangzhou-Xiaoshan, Pékin-Capitale, Shanghai-Pudong |
| Air France                    | Paris-Charles de Gaulle |
| Air India                     | Bombay-Chhatrapati-Shivaji, Delhi-Indira Gandhi |
| Air Japan                     | Tokyo-Narita |
| Air Macau                     | Macao |
| Air Premia                    | Séoul-Incheon |
| All Nippon Airways            | Tokyo-Haneda, Tokyo-Narita |
| Asiana Airlines               | Séoul-Incheon |
| Austrian Airlines             | Vienne-Schwechat |
| Bangkok Airways               | - Chiang Mai, - Ko Samui, - Krabi, - Lampang (en), - Luang Prabang, - Mae Hong Son (en), - Malé Velana, - Phnom Penh, - Phuket, - Siem Reap-Angkor, - Sukothaï, - Trat (en) |
| Beijing Capital Airlines      | Changsha, Hangzhou-Xiaoshan, Nankin, Shanghai-Pudong |
| Bhutan Airlines               | Calcutta-N. S. C. Bose, Paro En saison : Gaya |
| Biman Bangladesh Airlines     | Dacca-Shah Jalal |
| British Airways               | Londres-Gatwick |
| Cambodia Airways              | Phnom Penh |
| Cambodia Angkor Air           | Phnom Penh |
| Cathay Pacific                | Hong Kong, Singapour-Changi |
| Cebu Pacific                  | Clark, Manille-N. Aquino |
| China Airlines                | Kaohsiung, Taïwan-Taoyuan |
| China Eastern Airlines        | - Canton-Baiyun, - Chengdu-Tianfu, - Kunming-Changshui, - Lanzhou, - Nankin, - Pékin-Daxing, - Shanghai-Pudong, - Shenzhen-Bao'an, - Taiyuan-Wusu, - Wuhan, - Yantai |
| China Southern Airlines       | - Canton-Baiyun, - Nanning, - Shantou-Chaozhou-Jieyang, - Shenyang, - Shenzhen-Bao'an, - Zhengzhou |
| Druk Air                      | Bagdogra, Dacca-Shah Jalal, Paro |
| Eastar Jet                    | Séoul-Incheon |
| El Al                         | Tel Aviv - Ben Gourion |
| Emirates                      | Dubaï, Hong Kong |
| Ethiopian Airlines            | Addis-Abeba Bole, Hong Kong |
| Etihad Airways                | Abou Dabi |
| EVA Air                       | Amsterdam, Londres-Heathrow, Taïwan-Taoyuan, Vienne-Schwechat |
| Finnair                       | Helsinki-Vantaa |
| Garuda Indonesia              | Djakarta-S.-Hatta |
| Gulf Air                      | Manama-Bahreïn |
| GX Airlines                   | Nanning, Yulin (en) |
| Hainan Airlines               | Haikou, Pékin-Capitale |
| HK Express                    | Hong Kong |
| Hong Kong Airlines            | Hong Kong |
| IndiGo                        | - Bangalore-Kempegowda, - Bhubaneswar-Biju Patnaik, - Bombay-Chhatrapati-Shivaji, - Calcutta-N. S. C. Bose, - Delhi-Indira Gandhi, - Hyderabad-R. Gandhi, - Madras (Chennai) |
| ITA Airways                   | Rome Léonard-de-Vinci/Fiumicino |
| Japan Airlines                | Osaka-Kansai, Tokyo-Haneda, Tokyo-Narita |
| Jeju Air                      | Jeju, Pusan-Gimhae, Séoul-Incheon En saison : Muan |
| Jetstar                       | Brisbane, Melbourne-Tullamarine, Perth |
| Jetstar Asia                  | Singapour-Changi |
| Jin Air                       | Pusan-Gimhae, Séoul-Incheon |
| Juneyao Airlines              | Nankin, Shanghai-Pudong |
| Kenya Airways                 | Canton-Baiyun, Nairobi-J. Kenyatta |
| KLM                           | Amsterdam |
| Korean Air                    | Pusan-Gimhae, Séoul-Incheon |
| Kunming Airlines              | Kunming-Changshui |
| Kuwait Airways                | Koweït |
| Lao Airlines                  | Savannakhet, Vientiane-Wattay |
| Loong Air                     | Hangzhou-Xiaoshan |
| LOT Polish Airlines           | En saison charter : Varsovie-Chopin |
| Lucky Air                     | Chengdu-Tianfu, Kunming-Changshui |
| Lufthansa                     | Munich-F. J. Strauß |
| Mahan Air                     | Téhéran-Imam-Khomeini |
| Malaysia Airlines             | Kuala Lumpur |
| MIAT Mongolian Airlines       | En saison : Oulan Bator-Buyant Ukhaa |
| Myanmar Airways International | Mandalay, Rangoun (Yangon) |
| Myanmar National Airlines     | Rangoun (Yangon) |
| Nepal Airlines                | Katmandou-Tribhuvan |
| Norse Atlantic Airways        | Oslo-Gardermoen |
| Oman Air                      | Mascate |
| Pacific Airlines              | Hanoï-Nội Bài, Hô Chi Minh Ville (Tân Sơn Nhất) |
| Peach                         | Osaka-Kansai |
| Philippine Airlines           | Mactan-Cebu, Manille-N. Aquino |
| Qantas                        | Sydney-K. Smith |
| Qatar Airways                 | Doha-Hamad |
| Qingdao Airlines              | Qingdao-Jiaodong |
| Royal Brunei Airlines         | Bandar Seri Begawan |
| Royal Jordanian               | Amman-Reine-Alia |
| Ruili Airlines                | Lijiang |
| S7 Airlines                   | Irkoutsk, Novossibirsk-Tolmatchevo |
| SalamAir                      | Mascate |
| Saudia                        | Djeddah - Roi-Abdelaziz, Riyad-roi Khaled |
| Scandinavian Airlines         | En saison : Copenhague-Kastrup |
| Scoot                         | Singapour-Changi |
| Shandong Airlines             | Jinan, Qingdao-Jiaodong |
| Shanghai Airlines             | Shanghai-Pudong, Wenzhou-Longwan |
| Shenzhen Airlines             | Shenzhen-Bao'an, Yuncheng |
| Sichuan Airlines              | Chengdu-Tianfu |
| Singapore Airlines            | Singapour-Changi |
| Sky Angkor Airlines           | Phnom Penh |
| SpiceJet                      | Bombay-Chhatrapati-Shivaji, Calcutta-N. S. C. Bose, Delhi-Indira Gandhi |
| Spring Airlines               | Chengdu-Tianfu, Lanzhou, Shanghai-Pudong, Xi'an-Xianyang |
| SriLankan Airlines            | Colombo-Bandaranaike |
| Starlux Airlines              | Taïwan-Taoyuan |
| Swiss International Air Lines | Zurich |
| Thai AirAsia                  | Chiang Mai, Hat Yai, Krabi, Kuala Lumpur, Phuket |
| Thai Airways International    | - Ahmedabad-Sardar-Vallabhbhai-Patel, - Bangalore-Kempegowda, - Bombay-Chhatrapati-Shivaji, - Bruxelles-National, - Canton-Baiyun, - Chengdu-Tianfu, - Chiang Mai, - Chiang Rai, - Koumac, - Colombo-Bandaranaike, - Copenhague-Kastrup, - Dacca-Shah Jalal, - Delhi-Indira Gandhi, - Denpasar-Bali, - Djakarta-S.-Hatta, - Djeddah - Roi-Abdelaziz, - Francfort, - Fukuoka, - Hanoï-Nội Bài, - Hat Yai, - Hô Chi Minh Ville (Tân Sơn Nhất), - Hong Kong, - Hyderabad-R. Gandhi, - Islamabad-Benazir Bhutto, - Istanbul, - Kaohsiung, - Karachi-Jinnah, - Katmandou-Tribhuvan, - Khon Kaen (en), - Krabi, - Kuala Lumpur, - Kunming-Changshui, - Lahore-Allama Iqbal, - Londres-Heathrow, - Madras (Chennai), - Manille-N. Aquino, - Melbourne-Tullamarine, - Milan-Malpensa, - Munich-F. J. Strauß, - Nagoya-Chūbu, - Osaka-Kansai, - Oslo-Gardermoen, - Paris-Charles de Gaulle, - Pékin-Capitale, - Penang, - Perth, - Phnom Penh, - Phuket, - Rangoun (Yangon), - Shin-Chitose, - Séoul-Incheon, - Shanghai-Pudong, - Siem Reap-Angkor, - Singapour-Changi, - Stockholm-Arlanda, - Sydney-K. Smith, - Taïwan-Taoyuan, - Tokyo-Haneda, - Tokyo-Narita, - Ubon Ratchathni (en), - Udon Thani (en), - Vientiane-Wattay, - Zurich En saison : Gaya |
| Thai Vietjet Air              | - Canton-Baiyun, - Changsha, - Changzhou, - Chengdu-Tianfu, - Chiang Mai, - Chiang Rai, - Đà Lạt-Liên Khuong, - Đà Nẵng, - Fukuoka, - Guilin-Liangjiang, - Haikou, - Hat Yai, - Hefei, - Hô Chi Minh Ville (Tân Sơn Nhất), - Khon Kaen (en), - Krabi, - Okinawa-Naha, - Nankin, - Ningbo, - Osaka-Kansai, - Pékin-Daxing, - Phnom Penh, - Phuket, - Phú Quốc, - Shanghai-Pudong, - Singapour-Changi, - Surat Thani (en), - Taïwan-Taoyuan, - Ubon Ratchathni (en), - Udon Thani (en), - Xuzhou-Guanyin, - Zhangjiajie, - Zhengzhou En saison : Gaya En saison charter : Cần Thơ, Oulan-Bator-Gengis Khan (nouveau) |
| Turkish Airlines              | Istanbul |
| Turkmenistan Airlines         | Achgabat |
| T'way Airlines                | Cheongju, Daegu, Séoul-Incheon |
| Urumqi Air                    | Luoyang, Ürümqi-Diwopu |
| US-Bangla Airlines            | Dacca-Shah Jalal |
| Uzbekistan Airways            | Tachkent |
| Vietjet Air                   | Hanoï-Nội Bài, Hô Chi Minh Ville (Tân Sơn Nhất) |
| Vietnam Airlines              | Hanoï-Nội Bài, Hô Chi Minh Ville (Tân Sơn Nhất) |
| Vietravel Airlines            | Hanoï-Nội Bài, Hô Chi Minh Ville (Tân Sơn Nhất) |
| West Air                      | Hefei, Zhengzhou |
| XiamenAir                     | Dalian-Zhoushuizi, Fuzhou-Chánglè, Quanzhou Jinjiang, Xiamen-Gaoqi |
| ZIPAIR Tokyo                  | Tokyo-Narita |

Édité le 15/01/2020  Actualisé le 16/09/2024

### Cargo
| Compagnies                       | Destinations                                                              |
| -------------------------------- | ------------------------------------------------------------------------- |
| Air France Cargo                 | Paris-Charles-de-Gaulle                                                   |
| Air Hong Kong                    | Hong Kong, Penang                                                         |
| ANA Cargo                        | Osaka-Kansai, Singapour, Taipei-Taoyuan, Tokyo-Narita                     |
| Asiana Cargo                     | Séoul-Incheon                                                             |
| Cardig Air                       | Hong Kong, Jakarta-Soekarno Hatta, Singapour                              |
| Cargolux                         | Bakou, Luxembourg, Shanghai-Pudong, Xiamen                                |
| Cathay Pacific Cargo             | Hong Kong, Penang, Singapour                                              |
| China Airlines Cargo             | Abu Dhabi, Chengdu, Luxembourg, Taipei-Taoyuan                            |
| China Cargo Airlines (zh)        | Shanghai-Pudong                                                           |
| DHL Aviation opéré par AeroLogic | Leipzig/Halle                                                             |
| EVA Air Cargo                    | Jakarta-Soekarno Hatta, Penang, Singapour, Taipei-Taoyuan                 |
| FedEx Express                    | Canton                                                                    |
| K-Mile Air                       | Ho Chi Minh Ville, Singapour, Jakarta-Soekarno Hatta                      |
| Korean Air Cargo                 | Séoul-Incheon, Singapour, Madras                                          |
| Lufthansa Cargo                  | Francfort, Bombay, Charjah                                                |
| Martinair                        | Amsterdam, Mascate, Charjah                                               |
| MASKargo                         | Kuala Lumpur                                                              |
| Nippon Cargo Airlines            | Singapour, Tokyo-Narita                                                   |
| Singapore Airlines Cargo         | Shanghai-Pudong, Singapour                                                |
| Thai Airways International       | Amsterdam, Madras, Delhi, Francfort, Sydney, Taipei-Taoyuan, Tokyo-Narita |
| Tri-MG Intra Asia Airlines       | Ho Chi Minh Ville, Phnom Penh                                             |
| Turkish Airlines Cargo           | Almaty, Delhi, Istanbul-Atatürk, Tachkent, Lahore, Islamabad              |
| ULS Airlines Cargo               | Istanbul-Atatürk                                                          |
| UPS Airlines                     | Cologne/Bonn, Bombay                                                      |
| Yanda Airlines                   | Coimbatore, Delhi, Pune, Séoul-Incheon, Shanghai-Pudong, Tokyo-Narita     |
| Yangtze River Express            | Shanghai-Pudong                                                           |

## Spécifications
Avec un coût estimé à 155 milliards de bahts (5 milliards de dollars US), l'aéroport dispose de deux pistes parallèles et une troisième en planification (60 m de largeur, 4 000 et 3 700 m de long) et deux voies de circulation parallèles pour accueillir des départs et des arrivées simultanés.  Il a un total de 120 places de stationnement (51 avec portes de contact et 69 portes éloignées), dont cinq équipent l'Airbus A380. Le terminal principal de passagers, capable de gérer 76 vols par heure, localise les terminaux internationaux et domestiques, tout en les affectant à différentes parties du hall. Dans la phase initiale de construction, il sera capable de gérer 45 millions de passagers et trois millions de tonnes de marchandisespar an. Au-dessus de la gare ferroviaire souterraine et devant l'aérogare, se trouve un hôtel de 600 chambres exploité par Accor Group sous la marque Novotel .
Le terminal de passagers de l'aéroport est le plus grand terminal de passagers du monde, construit en une phase à 563 000 m2  (6 060 000 pieds carrés), et est actuellement le quatrième plus grand bâtiment de passagers du monde après l'aéroport international de Hong Kong (570 000 m2 ou 6 100 000 pieds carrés), l'aéroport international de Beijing Capital (990 000 m2 ou 10 700 000 pieds carrés), avec le plus grand terminal de passagers de l'aéroport international de Dubaï (le terminal 3 dépasse 1 713 000 m2 ou 18 440 000 pieds carrés). La tour de contrôle de la circulation aérienne de l'aéroport est la plus grande au monde à 135 m (443 pieds). 

## Expansion
Le 15 décembre 2011, les aéroports de Thaïlande (AOT) ont annoncé l'accélération de l'expansion de la deuxième phase de l'aéroport de Suvarnabhumi jusqu'en 2016, un an avant son achèvement prévu en 2017.
Un investissement de 62,5 milliards de bahts (1,95 milliard de dollars US / 1,49 milliard d'euros) est prévu pour la deuxième phase, selon le ministre des Transports, Sukampol 
Suwannathat . Le plan vise à renforcer la position de l'aéroport de Suvarnabhumi en tant que centre d'aviation régional. La deuxième phase augmenterait la capacité de l'aéroport à 65 millions de passagers par an et serait entreprise parallèlement à la construction du nouveau terminal pour vols intérieurs. 
L'ancien ministre des Transports, ACM Sukampol Suwannathat, a donné le feu vert au projet Aéroports de Thaïlande (AoT) pour mener à bien l'expansion de l'aéroport de Suvarnabhumi avec la construction d'un nouveau terminal pour vols intérieurs. Le nouveau terminal intérieur sera capable de gérer 20 millions de passagers par an. Le coût estimé est de 9,2 milliards de bahts (2,96 milliards de dollars américains / 2,04 milliards d'euros).
À la mi-2015, l'aéroport gère plus de 800 vols par jour, plus élevé que sa capacité de 600 vols. Il a dépassé sa capacité de 45 millions de passagers par an. 
Les deux projets d'agrément font partie de l'élargissement global de l'aéroport qui permettrait à Suvarnabhumi d'augmenter sa capacité annuelle de manutention de passagers à 125 millions de passagers, 90 millions de passagers internationaux et 35 millions de passagers intérieurs d'ici 2024, à un coût estimé à 163 milliards de bahts (5,25 milliards de dollars US / 3,62 milliards d'euros) L'expansion comprend la construction d'une piste supplémentaire, l'élargissement ultérieur des terminaux domestiques et internationaux et l'amélioration des parkings, des parkings et d'autres infrastructures aéroportuaires. 
Un plan d'expansion pour augmenter la capacité passagers de l'aéroport à 65 millions en construisant un terminal de passagers par satellite supplémentaire relié au terminal principal actuel par l'intermédiaire d'un moteur automatisé souterrain(APM) devrait être voté par le conseil d'administration de l'AOT lors d'une réunion du 17 mai 2012. Si le plan obtient l'approbation par le conseil d'administration, il pourra procéder à la nomination d'un consultant en gestion de projet (PMC) qui rapprochera un peu le début de la construction sur l'expansion nécessaire. Si tout va planifier, l'expansion devrait être achevée en 2018. L'agrandissement comprend également un plan visant à étendre le garage de l'aéroport ainsi qu'à l'expansion de l'extrémité est du terminal principal de passagers de 135 mètres ainsi que la construction d'un nouveau bâtiment de la compagnie aérienne. L'expansion comprend des plans pour construire une troisième piste de 3 700 m. Selon le poste de Bangkok , le nouveau terminal satellite aura un total de 28 portes, dont huit pour le jumbo jet Airbus A380. 
Le nouveau terminal de passagers ne sera utilisé que par Bangkok Airways et le transporteur Thai Airways (et sa filiale budgétaire Thai Smile). Une ouverture prévue au début de 2019.
La navette automatique de l'aéroport de Bangkok-Suvarnabhumi relie le nouveau satellite au terminal existant.

## Trafic et statistiques

### En nombre de passagers
Suvarnabhumi a représenté la plus grande part du trafic aérien dans les aéroports de Thaïlande en 2015, en chargeant 52,9 millions de passagers, soit près de 14 % par rapport à l'année précédente, malgré sa capacité de passagers de seulement 45 millions par an. Les passagers internationaux passant par Suvarnabhumi ont augmenté de 15,9 % pour s'établir à 44,2 millions, tandis que le volume domestique a progressé de 4,87 % à 8,68 millions. Les mouvements d'aéronefs ont affiché une augmentation de 9,50 % à 317 066, soit 247 584 internationaux (+11 %) et 69 482 domestiques (+ 4,41 %). 
Le graphique qui aurait dû être présenté ici ne peut pas être affiché car il utilise l'ancienne extension Graph, désactivée pour des questions de sécurité. Des indications pour créer un nouveau graphique avec la nouvelle extension Chart sont disponibles ici.

Voir la requête brute et les sources sur Wikidata.

#### Zoom sur l'impact du covid de 2019-2020

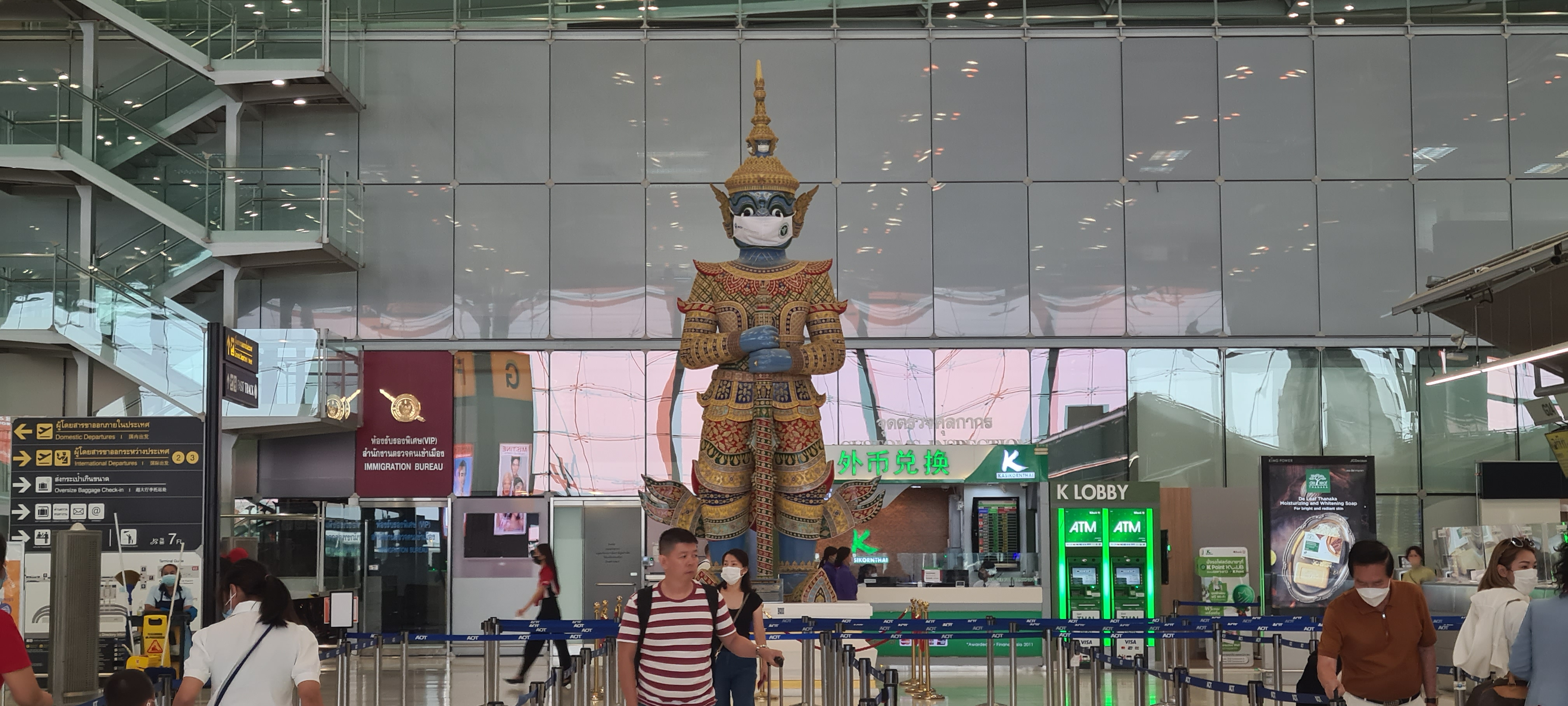
En Janvier 2023, par exemple sur cette photo tous les employés et les passagers (sauf un) ainsi que le géant Yaksa Aksan Mara portent encore un masque contre le Covid-19

Le graphique qui aurait dû être présenté ici ne peut pas être affiché car il utilise l'ancienne extension Graph, désactivée pour des questions de sécurité. Des indications pour créer un nouveau graphique avec la nouvelle extension Chart sont disponibles ici.

Voir la requête brute et les sources sur Wikidata.

#### En tableau
| | Passagers  | Variation par rapport à l'année précédente | Mouvements | Cargo (tonnes) |
| --- | ---------- | ------------------------------------------ | ---------- | -------------- |
| 2008 | 38 603 490 | -                                          | -          | 1 173 084      |
| 2009 | 40 500 224 | 4,9 %                                      | -          | 1 045 194      |
| 2010 | 42 784 967 | 5,6 %                                      | -          | 1 310 146      |
| 2011 | 47 910 744 | 12,0 %                                     | 299 566    | -              |
| 2012 | 53 002 328 | 10,6 %                                     | 312 493    | -              |
| 2013 | 51 363 451 | 11,92 %                                    | 288 004    | 1 236 223      |
| 2014 | 46 423 352 | 9,62 %                                     | 289 568    | 1,234,176      |
| 2015 | 52 902 110 | 13,96 %                                    | 317,066    | 1 230 563      |
| 2016 | 55 892 428 | 5,65 %                                     | 336 345    | 1 351 878      |
| 2017 | 60 860 704 | 08.9%                                      | 350 508    | 1 439 913      |
| 2018 | 63,378,923 | 04.1%                                      | 369,474    | 1,494,599      |
| Source: Airports Council International En 2012, le gouvernement a imposé à toutes les compagnies aériennes low-cost de transférer leurs hubs à DMK en octobre. |            |                                            |            |                |

### Routes internationales les plus fréquentées
| Rang | Aéroport                   | Passagerss handled 2017 | % de variation 2016/17 |
| ---- | -------------------------- | ----------------------- | ---------------------- |
| 1    | Hong Kong                  | 3,971,531               | 0.7                    |
| 2    | Singapore                  | 3,128,667               | 6.8                    |
| 3    | Seoul–Incheon              | 2,629,925               | 14.9                   |
| 4    | Dubai–International        | 2,025,049               | 17.0                   |
| 5    | Taipei–Taoyuan             | 1,613,265               | 25.3                   |
| 6    | Shanghai–Pudong            | 1,417,765               | 7.3                    |
| 7    | Guangzhou                  | 1,237,258               | 14.6                   |
| 8    | Tokyo–Narita               | 1,136,068               | 0.8                    |
| 9    | Kuala Lumpur-International | 1,106,757               | 19.3                   |
| 10   | Tokyo–Haneda               | 1,094,946               | 3.7                    |
| 11   | Pékin–Capital              | 1,087,251               | 11.2                   |
| 12   | Hô-Chi-Minh-Ville          | 1,079,112               | 6.8                    |
| 13   | Doha                       | 1,015,238               | 3.1                    |
| 14   | Delhi                      | 976,066                 | 13.4                   |
| 15   | Manila                     | 934,133                 | 18.6                   |
| 16   | Mumbai                     | 860,350                 | 12.6                   |
| 17   | Hanoi                      | 832,943                 | 3.5                    |
| 18   | London–Heathrow            | 813,824                 | 8.8                    |
| 19   | Yangon                     | 794,713                 | 2.5                    |
| 20   | Abu Dhabi                  | 748,593                 | 7.4                    |
| 21   | Phnom Penh                 | 713,132                 | 9.2                    |
| 22   | Sydney                     | 653,574                 | 6.7                    |
| 23   | Frankfurt                  | 646,203                 | 1.2                    |
| 24   | Osaka–Kansai               | 599,067                 | 8.9                    |
| 25   | Busan                      | 572,837                 | 6.4                    |
| 26   | Kolkata                    | 548,883                 | 2.0                    |
| 27   | Paris–Charles de Gaulle    | 514,516                 | 3.4                    |
| 28   | Melbourne                  | 487,980                 | 6.5                    |
| 29   | Shenzhen                   | 447,704                 | 5.4                    |
| 30   | Jakarta–Soekarno–Hatta     | 436,373                 | 5.6                    |

| Rank | Airport             | Tons of cargo handled 2017 | % Change 2016/17 |
| ---- | ------------------- | -------------------------- | ---------------- |
| 1    | Hong Kong           | 180,238                    | 8.2              |
| 2    | Singapore           | 87,636                     | 12.2             |
| 3    | Taipei–Taoyuan      | 79,495                     | 8.7              |
| 4    | Tokyo–Narita        | 74,979                     | 1.7              |
| 5    | Seoul–Incheon       | 56,349                     | 3.0              |
| 6    | Shanghai–Pudong     | 54,967                     | 12.7             |
| 7    | Tokyo–Haneda        | 40,616                     | 25.9             |
| 8    | Doha                | 33,872                     | 29.4             |
| 9    | Dubai–International | 32,840                     | 5.6              |
| 10   | Osaka-Kansai        | 26,780                     | 8.9              |

## Distinctions
L'aéroport international de Bangkok a été nommé cinquième meilleur aéroport mondial dans la catégorie de plus de 40 millions de passagers en 2008 par le conseil international des aéroports.

## Galerie

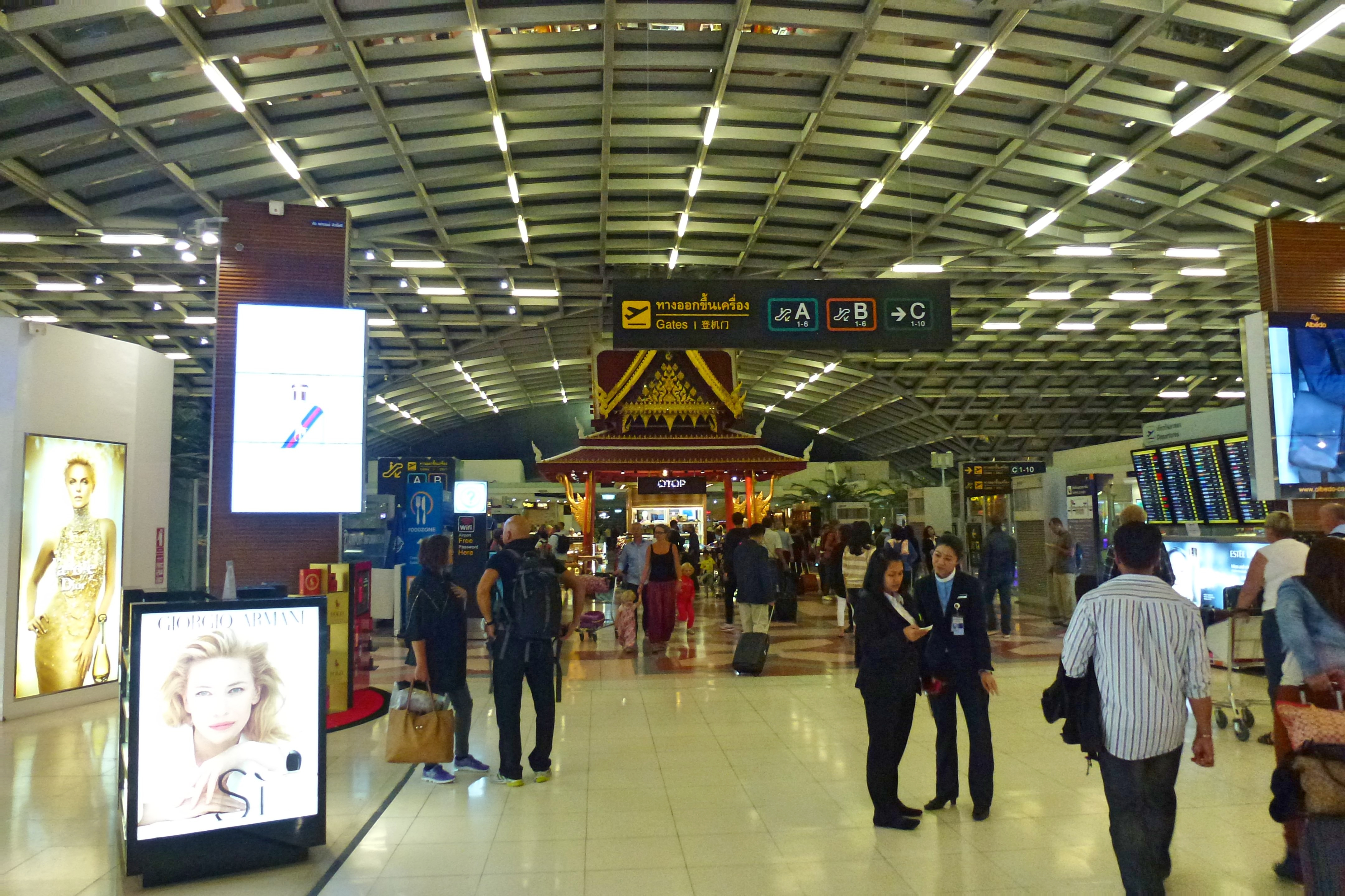
Gates A B C
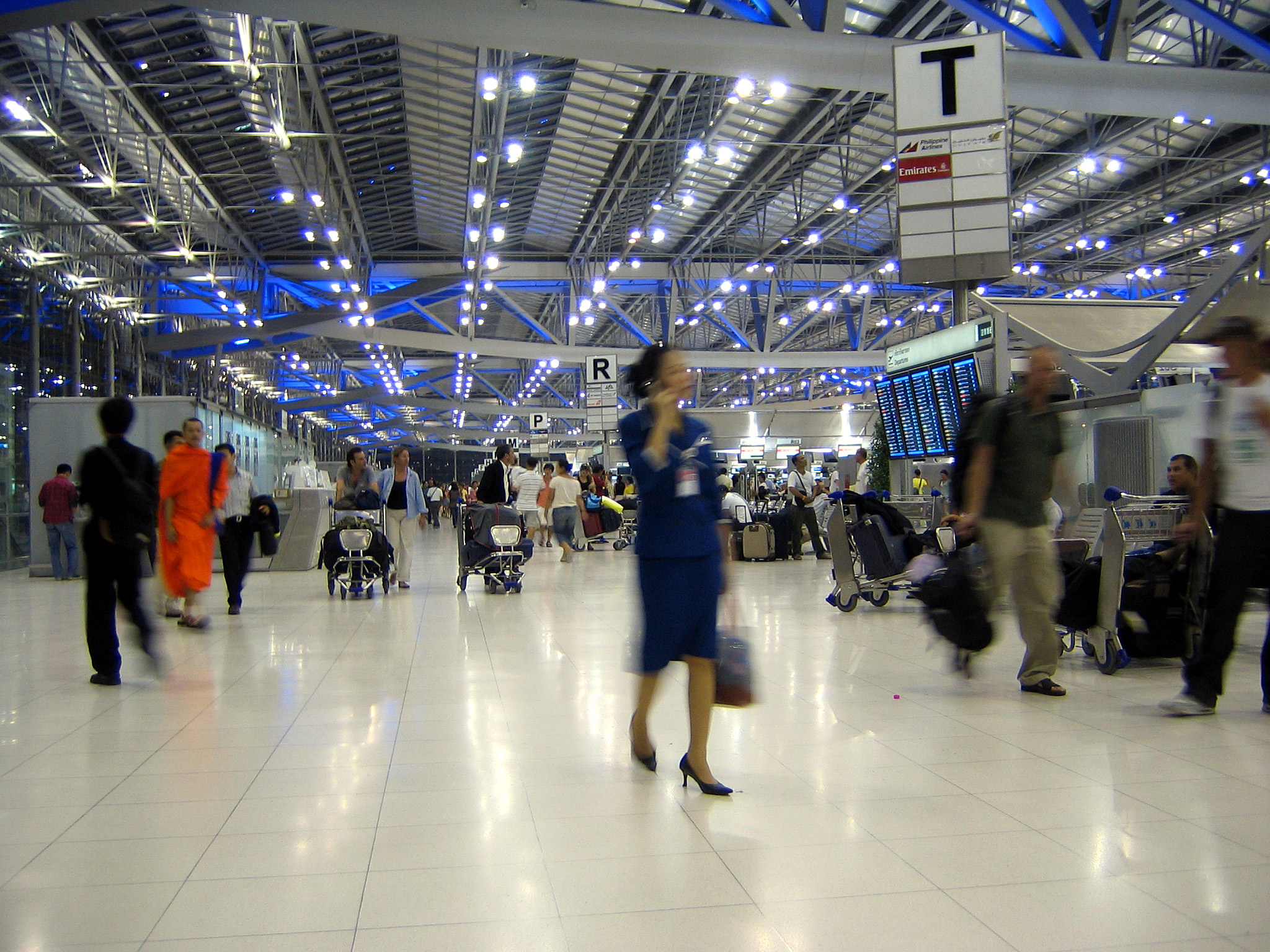
Gates R S T
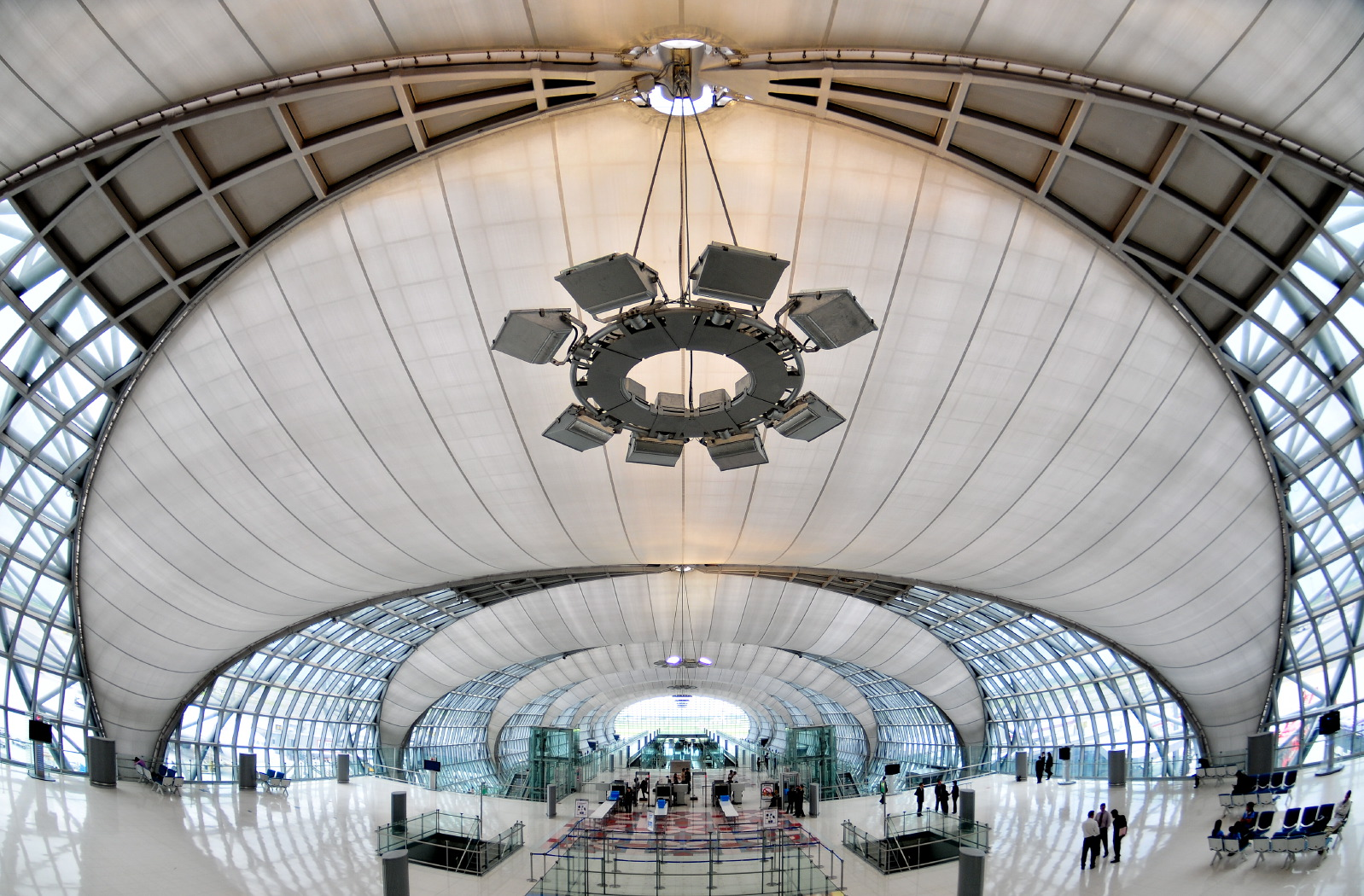
Intérieur du terminal
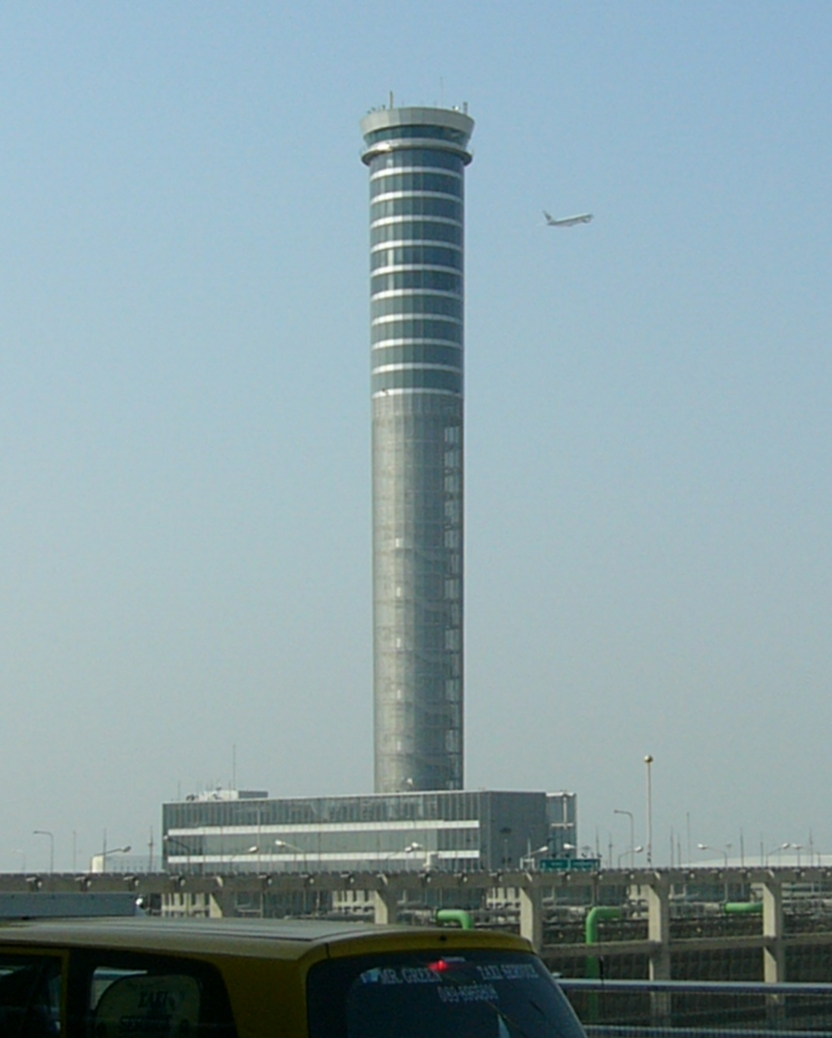
Tour de contrôle de l'aéroport
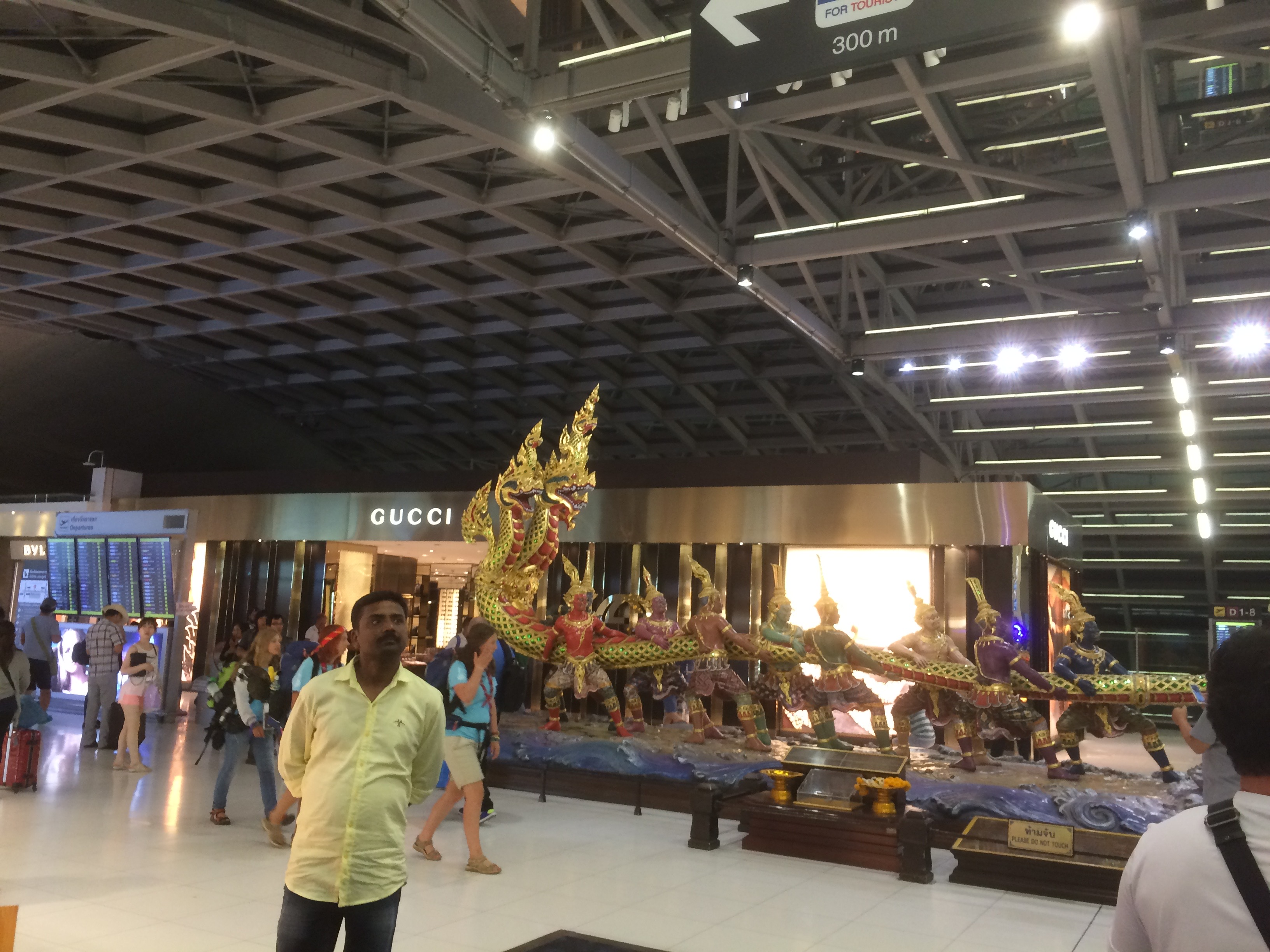
terminal passagers (duty free)
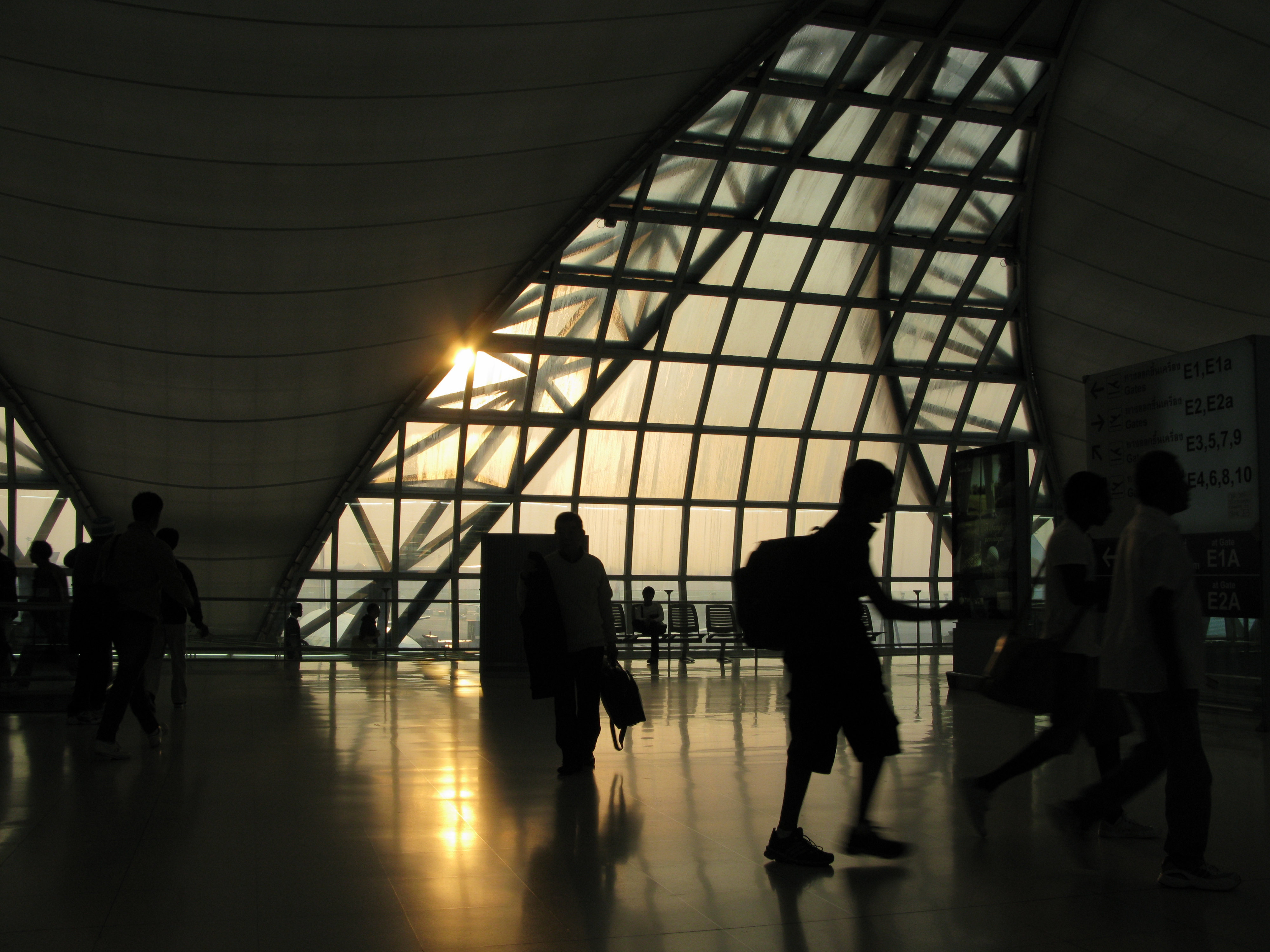
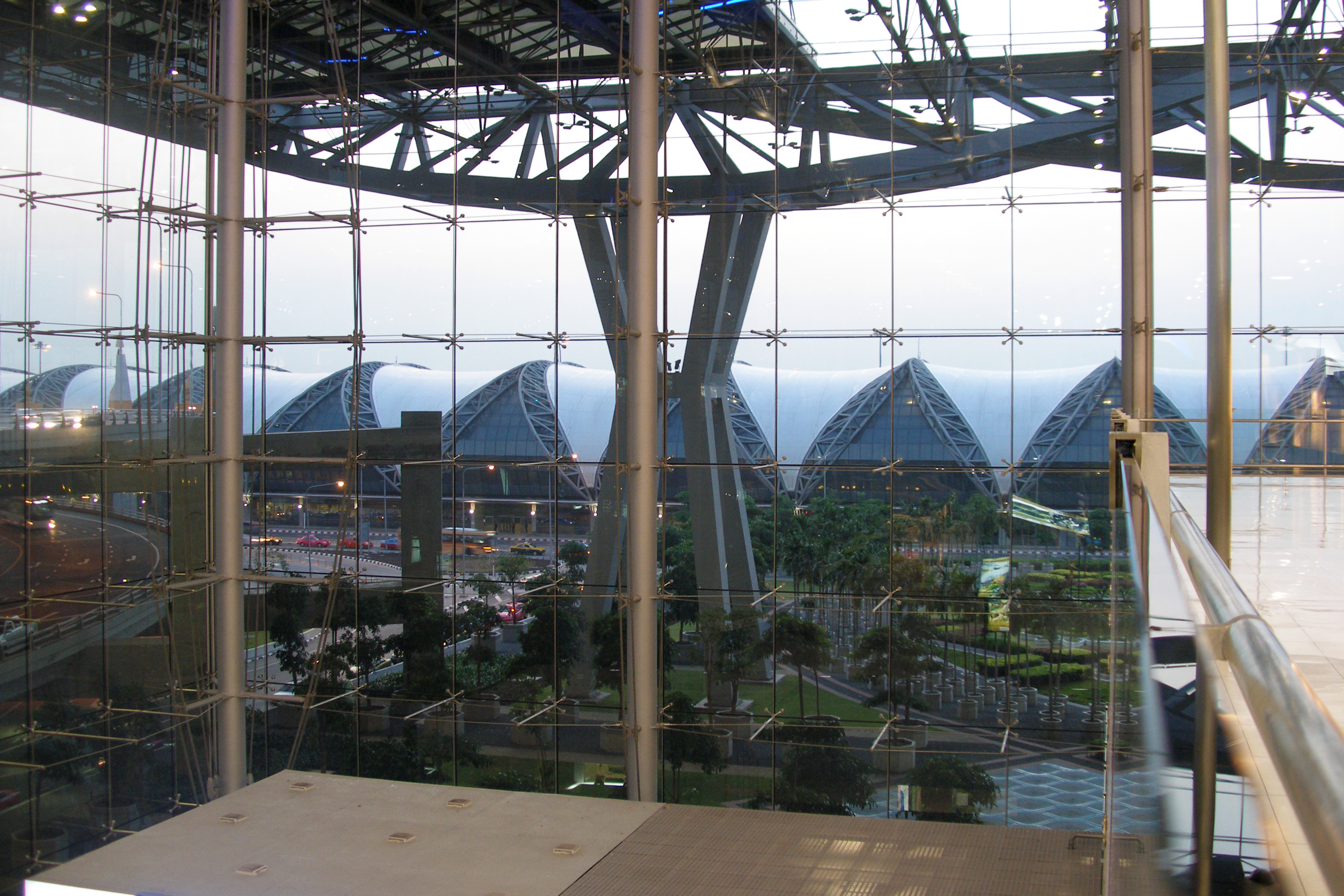
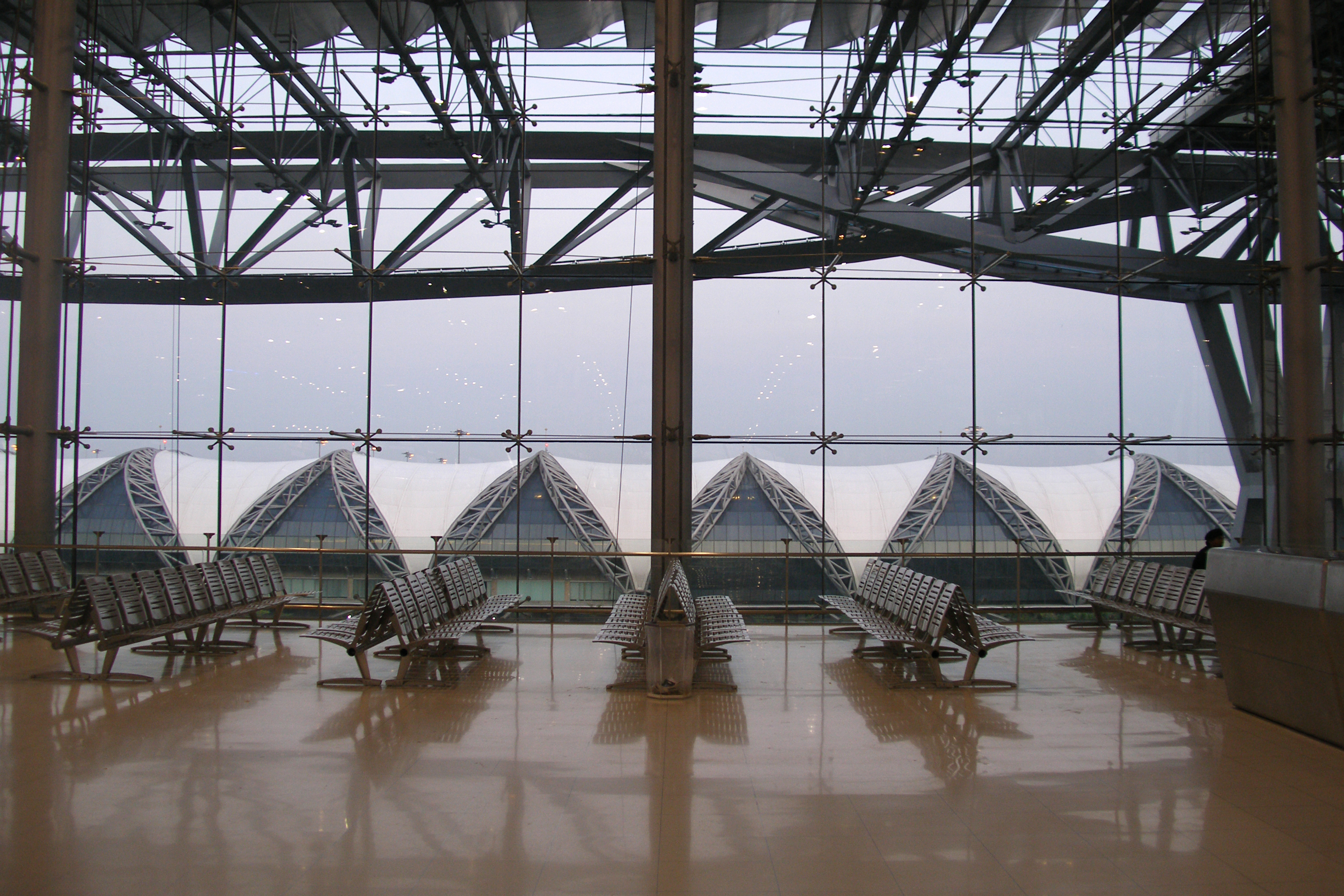
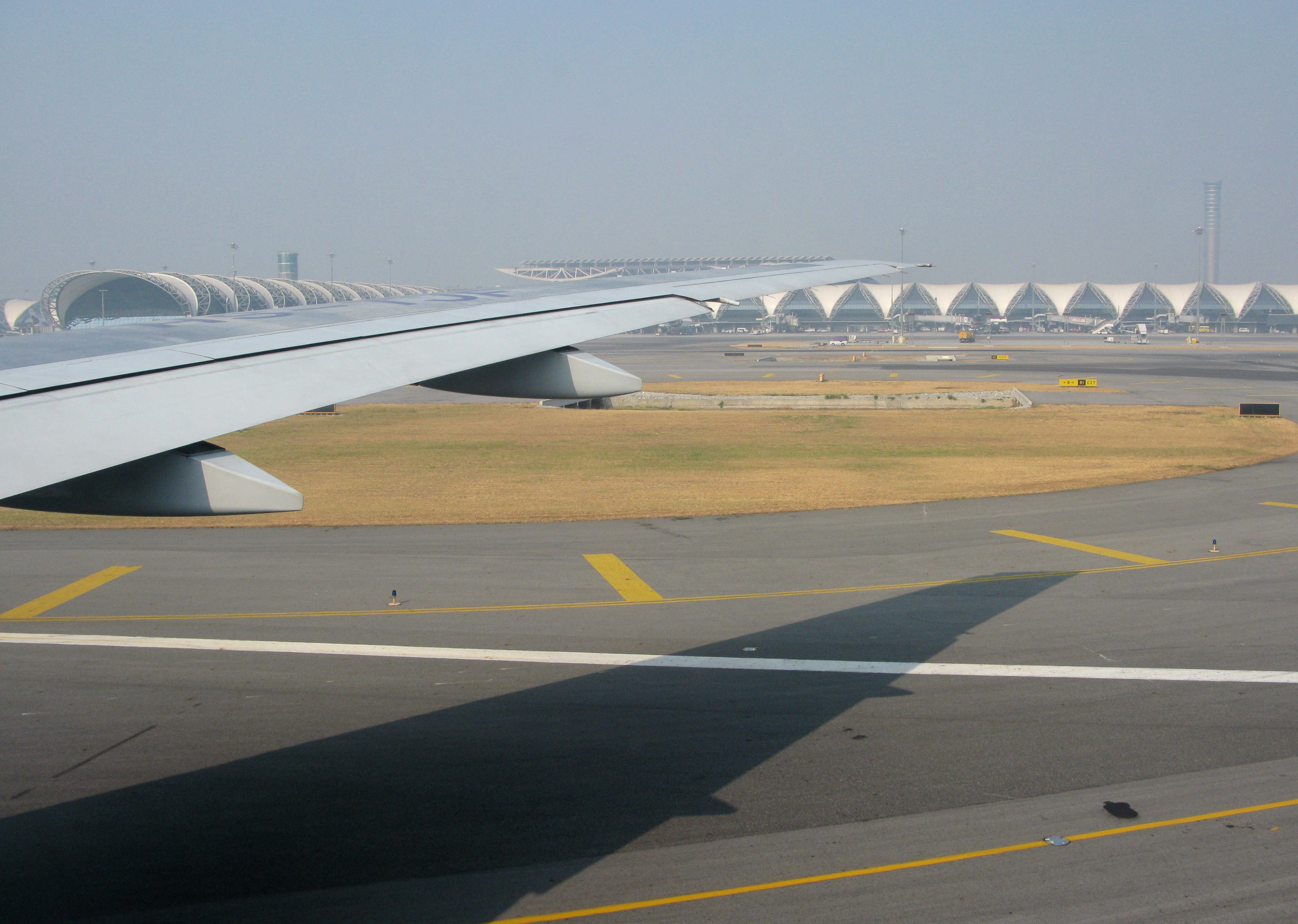